# Oulad Fares El Halla
Oulad Fares El Halla (àrab أولاد فارس الحلة) és una comuna rural de la província de Settat de la regió de Casablanca-Settat. Segons el cens de 2014 tenia una població total de 3.021 persones.